# Dunking Devils
Dunking Devils je slovenska akrobatska skupina iz Ljubljane, ustanovljena leta 2008, ki nastopa po vsem svetu z akrobatskim zabijanjem in vodi akademijo akrobatike z okrog 80 člani. 

## Akrobatsko zabijanje v Sloveniji
Akrobatsko zabijanje ali akrobatska košarka je ekipni šport, ki združuje gimnastične elemente na mali prožni ponjavi in košarkarsko okolje v atraktiven samostojen šport. Osnova športa je žogo podajati od člana do člana med skakanjem na malo prožno ponjavo (kanvas), zadnji pa žogo zabije v koš. V športu obstaja velika paleta podaj, gimnastičnih elementov, vodenja žoge okrog telesa ter postavitve igralcev ter posledično neskočno različnih kombinacij. Inovativnost, atraktivnost, humor in element presenečenja delajo akrobatsko zabijanje vse več kot šport.
Ta panoga izvira iz osemdesetih let v ZDA, kjer je skupina Daredevils na igriščih NBA tekem žela aplavze, navdušenje in slavo z nastopi zabavne gimnastike, ki je kmalu bila prestavljena pod koš. Tako je šport dobil klasično obliko, ki jo poznamo danes - pod košem so postavljene blazine, eden do trije kanvasi pa stojijo s krajšimi nogami pri črti prostih metov.  Običajno je ekipa sestavljena iz 4-8 članov.
V Slovenijo je šport prinesla skupina Žabe (The Frogs), ki je nastopala po svetu v 90-ih letih, med drugim tudi na NBA tekmah v ZDA. Njihova pot se je v začetku tisočletja končala, eden od članov - Tomaž Režek - pa je leta 2003 ustanovil akrobatsko skupino na Gimnaziji Bežigrad (Bakros), iz katerih izvira skupina Dunking Devils. Na Slovenskih osnovnih in srednjih šolah je z uvedbo projekta ŠKL nastal tudi projekt akrobatske skupine, ki je imel svoj tekmovalni sistem in tudi finalno prireditev, kjer so se pomerili vsi finalisti iz področnih tekmovanj. Finalno prireditev ŠKL si je ogledalo v povprečju vsak dan okoli 3000 gledalcev v dvorani in tudi pred TV ekrani, saj je škl bil nosilec vseh tekmovanj v akrobatskih skupinah. Po slovenskih srednjih šolah so nastale nove skupine (Leteči Norci v Šolskem centru Novo mesto, Leteči Medvedki na Gimnaziji Jesenice, Skokci na Šolskem centru Celje in Šentviški Fanatiki na Gimnaziji Šentvid).  

### Tekmovanja
K razvoju športa v Sloveniji je močno pripomogel projekt ŠKL, ki je vključeval tudi tekmovanje akrobatskih skupin. Leta 2013 je kategorija akrobatskih skupin imela zadnje tekmovanje v sklopu ŠKL in tako se je začel počasen razkroj nekaterih skupin. Aktivnost je začela upadati, vendar so se nekatere skupine kasneje zopet vzpostavile.
Leta 2015 so Dunking Devils pod okriljem Cheerleading zveze Slovenije organizirali prvo mednarodno tekmovanje akrobatskih skupin, kamor so bile povabljene francoske, bolgarske, madžarske in slovenske skupine, udeležili pa so se ga slovenski osnovnošolci, srednješolci in člani ter madžarska skupina Face Team. Naslednje leto je bilo organizirano tekmovanje v sklopu dogodka Ljubljana Open 2016, septembra 2016 pa je ekipa Face Team organizirala svetovno prvenstvo v akrobatskem zabijanju v Budimpešti, kjer so moči merili Slovenci, Madžari in Američani. V kategoriji srednješolcev je zmagala Akademija Dunking Devils, v članski kategoriji Dunking Devils - Pro Team, v posamičnem tekmovanju (solo dunk contest) pa Američan Kit Ackermann, Dunking Devils član Marko Knafelc je pristal na drugem mestu.

## Zgodovina skupine
Člani skupine Bakros, ki so leta 2005 zapustili gimnazijo Bežigrad, so še naprej trenirali na lastno pest ter ustvarili skupino Gents, ki je trenirala na Gimnaziji Bežigrad in kasneje na Ježici. Leta 2007 so bili po nesreči za kratek čas preimenovani v Šah Maat, kar je bila spodbuda za novo ime. Ker so njihovi prvi komercialni nastopi bili za košarkarski klub Parklji, je bilo ime Dunking Devils smiselno (in tudi nekakšno posvetilo skupini Daredevils, eni prvih acrodunk ekip na svetu). Kmalu je skupina Dunking Devils začela sprejemati tudi bivše člane drugih srednješolskih skupin.
V letih 2007 in 2008 so na spletu objavili več videov s treningov, ki so imeli viralen doseg (skupno 2.000.000 ogledov po svetu), kar jim je prineslo prve nastope v tujini (Francija, Tunizija) in kmalu za tem prvo daljšo turnejo (zabaviščni park v Indoneziji). V letih 2007-2017 so obiskali vso Evropo, Azijo, Afriko in Severno ter Južno Ameriko. Nastopali so v preko 40 državah in opravili več kot 1400 nastopov. Od začetka do danes je med nastopajočimi člani rotiralo preko 30 ljudi, torej je nastopajoča ekipa redko bila dvakrat enaka.
Bolj podrobna zgodovina, ja na humorno-pripovedni način opisana s strani članov samih, zbrana pa je na njihovem Youtube kanalu v epizodah po letih. 

## Dunking Devils Akademija

### Začetki
Tekom Eurobasketa 2013 v Sloveniji je skupina ustanovila šolo zabijanja in akrobatike imenovano Dunking Devils Akademija, ki deluje pod okriljem Športnega društva DEVILS. Takrat se je sedež društva premaknil v Kreativni center VIBE v Ljubljani, ki so ga odprli skupaj s plesno skupino in šolo Artifex in raperji kolektiva Dravle Records. Dunking Devils so začeli vpisovati člane vseh starosti - od 6 do 30 let. 
Društvo danes šteje že skoraj 80 članov, poleg akrobatskega zabijanja pa se ukvarja še z gimnastiko (mala prožna ponjava, parter, velika prožna ponjava) in pa trampwall vejo akrobatike. V velikem številu je prisotno tudi na večini državnih gimnastičnih tekmovanj MPP,  redno pa se udeležuje tudi državnih in svetovnih prvenstev v akrobatskem zabijanju. 

### Devils poletni tabor
Vsako leto konec junija in začetek julija poteka Devils poletni tabor. Prvi zametki segajo v team building vikend leta 2012, v večji zasedbi je bil tabor prvič izveden 2015 na Dolenjskem, od 2016 naprej pa je lociran na Gorenjskem. Namenjen je primarno krepitvi društvenega duha in notranjega povezovanja, odprt pa je tudi za zunanje goste, ljubitelje adrenalina in akrobatike, oboževalce, pripadnike Woop nation in vse ostale, ki si želijo izkusiti skupino od znotraj. Posebnost tabora je njegova akrobatska in športna usmerjenost. Na njem potekajo redni treningi zabijanja in gimnastike, delavnice na ruski gugalnici, teeterboardu in trampwallu, skakanje v vodo z višine in z rusko gugalnico, poleg tega pa še odbojkarski turnir, zabavni večeri ob ognju in izbirne vsebine (veslanje, paintball, adrenalinski park itd). 

## Pomembnejši dosežki
- Slovenski javnosti se je skupina predstavila leta 2010 v 1. sezoni oddaje Slovenija ima talent, kjer so dosegli finale. To je bil njihov največji projekt dotlej, prinesel pa je veliko prepoznavnost po državi.
- Prva samostojna 90-minutna predstava je bila uprizorjena v Kolumbiji leta 2011. Združeni s plesalkami skupine Stars so nastopili v 4 mestih.
- Dunk Circus je slovenska verzija 90-minutne predstave, uprizorjena 2013 in 2014 pred 700 gledalci, vključujoč povezovalca - MC-ja in raperja Trkaja - ter plesalke skupine Stars.
- Največje občinstvo: finale svetovnega prvenstva  v košarki FIBA 2014 v Barceloni - 17.500
- Vodenje zabavnega programa vseh tekem Eurobasket 2013 v Sloveniji
- Daljše turneje po svetu: 
  - Indonezija 2008/09 (19 dni, 49 nastopov),
  - Italija 2009 (80 dni, 200 nastopov)
  - Kolumbija in Argentina 2011 (35 dni, 10 samostojnih predstav in 40 nastopov),
  - Ekvador 2014 (14 dni, 5 samostojnih predstav),
  - Nemčija 2014/15 (31 dni, 30 nastopov),
  - Španija 2014 (17 dni, 20 nastopov),
  - Izrael 2015 (57 dni, 203 nastopi),
  - Kitajska 2016 (71 dni, 60 nastopov),
  - Indija 2016 (12 dni, 7 nastopov)
  - Švica 2017 (63 dni, 46 nastopov)
  - Nizozemska 2017/18 (22 dni, 33 nastopov)
  - Saudova Arabija 2018 (14 dni, 20 nastopov)
  - Kitajska 2018 (57 dni, 132 nastopov)
- Zmaga na svetovnem prvenstvu v akrobatskem zabijanju proti elitni selekciji najboljših ameriških igralcev
- Nastop na najbolj gledani oddaji na svetu - Britain's Got Talent. Vsi sodniki so rekli da.
- Turneja za NBA Global Games po Španiji in Italiji
- Snemanje promocijskega videa z nogometnim klubom Arsenal z dosegom 20.000.000 ogledov
- Video zabijanja na vozečem se avtovlaku in nastop na 110. obletnici Bohinjske proge - nastop je potekal na vlaku na Solkanskem mostu
- Snemanje spletne serije Fly Guys, katere naročnik je bil sam Facebook z dosegom 15.000.000 ogledov
- Nastop na najbolj gledani oddaji na svetu - Spring Festival Gala - ki je potekala na kitajsko novo leto, s publiko večjo od miljarde ljudi po vsem svetu
- Samostojna produkcija akrobatskega spektakla Dunking Devils LIVE v Hali Tivoli za 7000 gledalcev ob 10. obletnici delovanja skupine